# Frontière entre l'Iowa et le Minnesota

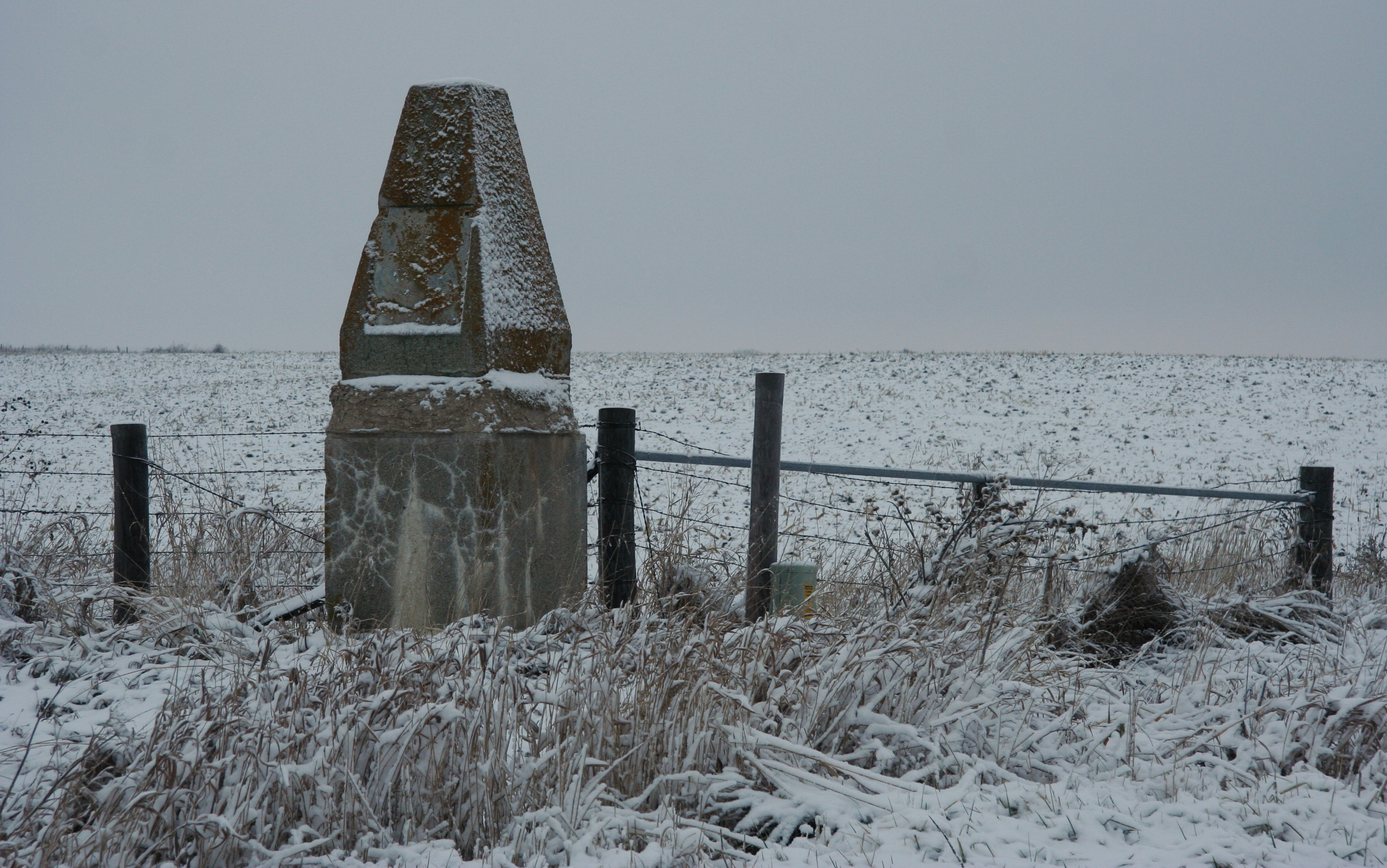
Borne marquant la frontière sur l'US Highway 52.

La frontière entre l'Iowa et le Minnesota est une frontière intérieure des États-Unis délimitant les territoires de l'Iowa au sud et le Minnesota au nord.
Son tracé utilise celui du parallèle 43° 29' 32" en partant au sud-ouest de Sioux Falls jusqu'au fleuve Mississippi.